# 横濱ワイナリー
横濱ワイナリー（よこはまワイナリー、英称:Yokohama Winery）は、神奈川県横浜市中区にあるワインメーカー。

## 概要
神奈川県横浜市のみなとみらい線の元町・中華街駅から徒歩3分の所に「横濱ワイナリー」がある。横浜の港を臨み、元町・中華街に隣接し、新山下にある都市型クラフトワイナリーである。町田佳子は国際NGOの世界自然保護基金（WWF）ジャパンで食料問題に取り組んで来た、「食料を大量廃棄している日本人の意識を変えたい」と努めてきたが、生産者でないと説得力が無いと考え会社を退職した。横浜にはビール醸造所はあるがワイン醸造所が無い、「生産者の顔が見えるお酒が造れないか」と自然派ワインを造ろうと決めた。ブドウは生産地から仕入れ醸造は消費者に近いところで行う、こうしたスタイルは「都市型ワイナリー」と呼ばれ、米国・ポートランドが発祥で、ニューヨークやパリなど世界中に広がりつつある。
横濱ワイナリーでは2016年（平成28年）当初は、市外のブドウを醸造する都市型ワイナリーで、ブドウは東北を中心に6軒の農家から9種のブドウを購入していた。2020年（令和2年）1月11日、神奈川県産のブドウのみを使ったワイン「神奈川果実酒工房」を販売、ブドウは川崎市と相模原市の農家が育てたピノ・ノワールなどで、神奈川県内でブドウを栽培して醸造も県内で行ったワインは初めてである。2020年（令和2年）春、横浜市旭区に借りた耕作放棄地0.4ヘクタールを整備しワイン用ブドウ園を開設し、シャルドネ、ピノ・ノワールの栽培を始めた。2023年（令和5年）秋には本格的にブドウの収穫を開始する予定である。地元横浜で栽培したブドウを使ったワインの醸造が悲願である。
横濱ワイナリーの方針は、「大地にも体にも負荷をかけない食のものづくり」である。横浜の地でワイン用ブドウの栽培を拡大し、横浜産のワインの生産量が増加し、多くのワイン好きの人に横浜ワインを味わって貰える夢を一緒に実現していこうと「横濱ヴィンヤードオーナー」制度による活動が注目されている。また、横濱ワイナリーの特徴としては、濾過を行わないでブドウのうまみを残すように仕上げた「ハマワイン」を造っている。その他、ワイン造り体験ができるイベントなど、横浜という立地を生かした消費者参加型の取り組みを行っている。

## 沿革
- 2016年（平成28年）9月 - 果実酒製造のため、スタイル・ジャパン・アソシエイツ合同会社を設立[1]
- 2017年（平成29年）
  - 月日不詳 - 釣り舟屋を改装してオープン[2]
  - 11月 - 果実酒製造免許取得、製造開始[1]
- 2019年（平成31年）4月1日 - 横濱ワイナリー株式会社に名称を変更[1]
- 2020年（令和2年）
  - 1月11日 - 神奈川県産のブドウのみを使ったワイン販売[4]
  - 月日不詳 - 横浜市旭区でワイン用ブドウ園開設[2]
- 2023年（令和5年）秋 - 横浜市旭区でワイン用ブドウ収穫[2]

## 利用情報
- 店舗所在地 - 〒231-0801 神奈川県横浜市中区新山下一丁目3番12号[1]
- 事業内容 - ワイン醸造所併設レストラン[1]
- 醸造設備 - 低温発酵タンク4基[2]
- 醸造責任者 - 町田 佳子[2]
- 年間生産量 - 1万本[2]
- 栽培品種 - シャルドネ、ピノ・ノワール、カベルネ・フラン、ソービニオン・ブラン[2]
- 定休日 - 無休[1]
- 営業時間 - 平日/午後2時〜午後9時、土曜日/午前11時〜午後9時、日曜・祝日/午前11時〜午後6時[1]
- 完全予約制 - 祝日を除く火曜・水曜・木曜（来店1週間前）[1]
- サポーター制度 - 剪定、芽かき、草刈り、収穫等に携わる[2]

## 交通アクセス
- みなとみらい線 - 元町・中華街駅 元町口（5番）出口より徒歩約3分